# Dispararon al pianista
Dispararon al pianista (su título en inglés es They Shot the Piano Player) es una película docudrama de animación para adultos de 2023 dirigida por Fernando Trueba y Javier Mariscal.  

## Argumento
Su argumento está centrado en la desaparición ocurrida realmente del pianista brasileño Francisco Tenório Júnior  en las calles de Buenos Aires (Argentina) , una madrugada de marzo de 1976, secuestro a manos de la policía política argentina que lo llevó a la ESMA (Escuela de Mecánica de la Armada) y presunto asesinato, hecho ocurrido en la época de la dictadura militar.
Aparece un periodista musical estadounidense que investiga el caso de Tenório., un tal Jeff Harris (que no existió, es ficción) que prepara un libro sobre la bossa nova  y, en su investigación, acaba centrando todo su interés en el artista antes mencionado (que sí existió).
La banda sonora de la película incluye música de João Gilberto, Caetano Veloso, Gilberto Gil, Vinicius de Moraes y Paulo Moura, y algunos de los músicos también aparecen en el elenco de voces como testigos de la importancia e influencia de Tenório.  La voz del periodista Jeff Harris corresponde al actor Jeff Goldblum.

## Distribución
Un extracto fue proyectado como trabajo en curso en el Festival Internacional de Cine de Animación de Annecy 2023,  antes de su estreno mundial oficial en el 50.° Festival de Cine de Telluride . 
También se proyectó en varios festivales de cine, incluidos Toronto, Cinéfest Sudbury, Vancouver, San Sebastián, Calgary y BFI London, antes de su estreno comercial en octubre de 2023. 
En mayo de 2023 Sony Pictures Classics adquirió los derechos de distribución de la película para Estados Unidos, Canadá, América Latina, Escandinavia, India, Medio Oriente, Turquía, el Sudeste Asiático (excluyendo Taiwán y Corea del Sur) y aerolíneas dentro de los territorios antes mencionados.   La película se estrenó en una edición limitada de una semana de clasificación para premios en cines selectos de Nueva York y Los Ángeles del 24 al 30 de noviembre de 2023, con un estreno más amplio programado para febrero de 2024. 

## Recepción

### Listas de los diez mejores
La película apareció en las diez listas de la crítica de las mejores películas españolas de 2023:
- 8º — El Confidencial (consenso) [12]

### Premios y nominaciones
| Año  | Ceremonia    | Categoría                   | Resultado |
| ---- | ------------ | --------------------------- | --------- |
| 2024 | Premios Goya | Mejor película de animación | Nominado  |